# Cosmic Hoffmann

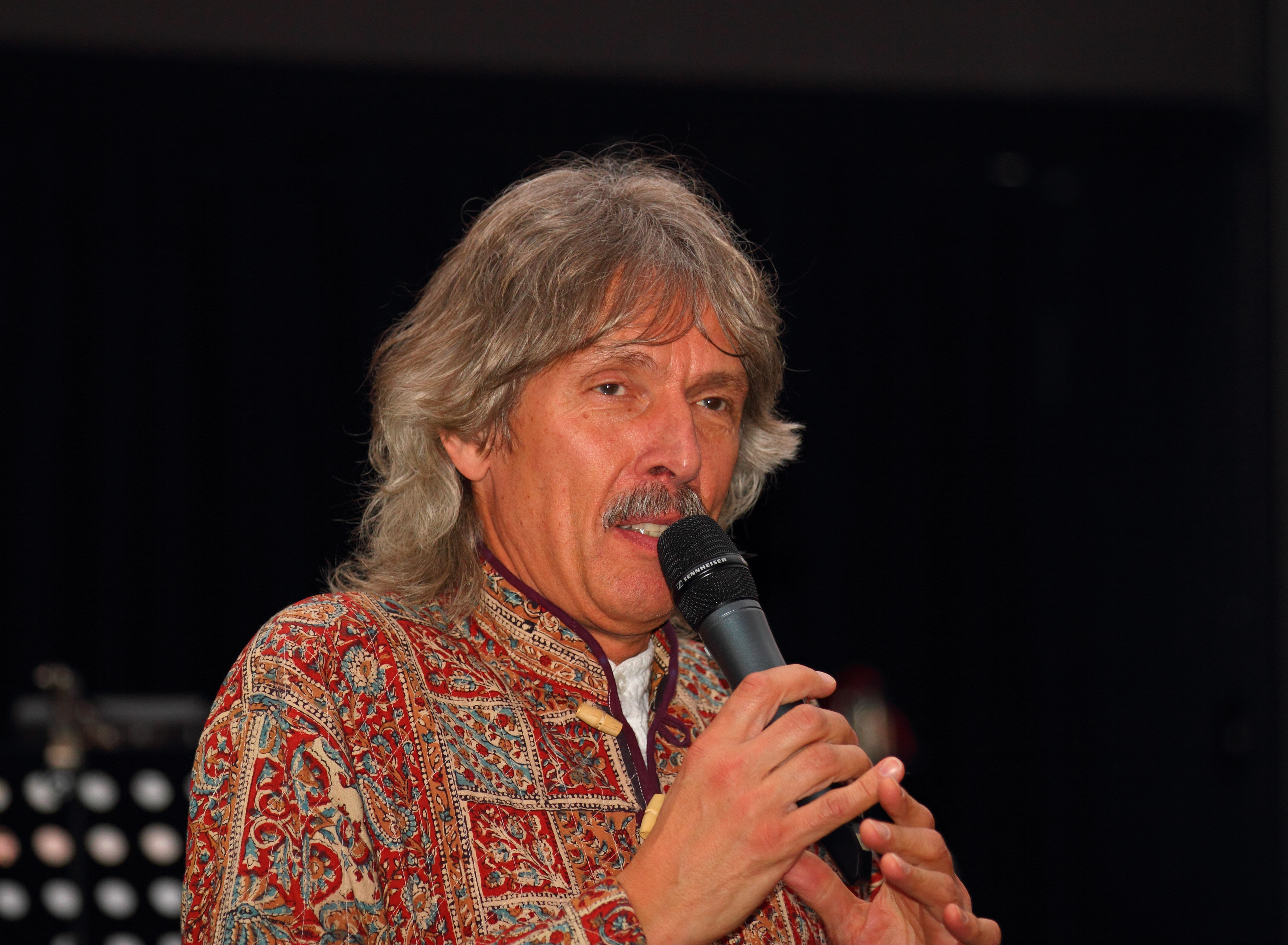

Klaus Hoffmann-Hoock, bekend onder zijn artiestennaam Cosmic Hoffmann (Duisburg, 30 januari 1951 – 14 oktober 2017) was een Duits toetsenist en bespeler van allerlei aanverwante elektronische muziekinstrumenten zoals de Mellotron.
Het zag er in eerste instantie niet naar uit, dat hij toetsenist zou worden, zijn opleiding kreeg hij op gitaar en slagwerk. Zijn eerste band was Archaeopteryx (1969), later gevolgd door Impuls (1971), zonder tot een muziekalbum te komen. Impuls heeft het wel gebracht tot het voorprogramma van bands als Nektar, UFO en het Nederlandse Earth and Fire. Er is slechts een bandopname met het instrumentale Azrael, die invloeden laat horen van Pink Floyd, Nektar en Hawkwind, allen uit hun beginperiode. Cosmic Hoffmann stapte over naar de toetsen toen hij het intro van Watcher of the skies van Genesis hoorde tijdens een concert in 1972; de mellotron was toen nog (deels) in ontwikkeling, maar de klank betoverde Cosmic Hoffmann. In 1973 kwam een verdere ontwikkeling met de miniMoog. Van 1976 tot 1978 maakte Cosmic Hoffmann deel uit van de rockband Alma Ata, maar maakte ook muziek bij reclame en nam thuis ook andere muziek op. In de jaren tachtig richtte hij samen met Georg Mahr (ook toetsenist) en Andreas Hub (zanger en tekstschrijver) een band Cosmic Hoffmann op. In 1986 kwam dan Mind over Matter van de grond, een band die meditatieve psychedelische elektronische muziek zou gaan maken, niet alleen met Westerse moderne muziekinstrumenten maar ook traditionele muziekinstrumenten uit landen als Nepal, Thailand, Myanmar etc. Het eerste album van Mind over Matter volgt in 1988. Daarnaast bleef Cosmic Hoffmann (hij had zichzelf de bandnaam toegeëigend) ook soloalbums maken. Gedurende de jaren 90 maakte hij kennis en opnamen met een andere Duitse toetsenist, Stephen Parsick van Ramp en ’ramp. Daarnaast speelde hij nog op talloze albums van derden mee. Hij was regelmatig te gast om muziekfestivals gewijd aan elektronische muziek zoals KLEM, Alpha Centauri en E-Live. Een groot deel van zijn tijd spendeerde hij aan het opkopen, repareren en weer verkopen van mellotrons; deze elektronische instrumenten hadden grondig onderhoud nodig. Hij hielp ook met de digitalisering van het instrument naar de Memotron.

## Discografie

### Alma Ata
- 1976: Alma Ata
- 1977: Dreams

### Cosmic Hoffmann
- 1982: Weltraumboogie / Space Disco (EMI 1982) (single)
- 1998: "Beyond the Galaxy" (cd)
- 2000: "Shiva Connection" (cd-r)
- 2005: "Electric Trick" (cd)
- 2007: "Space Gems" (cd-r)
- 2008: "Outerspace Gems"
- 2009: "Hypernova"
- 2010: "Astral Journey"

## Albums

### Space Gems
Space gems is een muziekalbum (CD-R) met opnamen uit de beginperiode 1975-1979, dus met de “oude instrumenten” als mellotron etc. Composities: Rooftop high; Mystic winds, Sequencer, Far away, Wüstenschiff, Opera mellotronique, Spaceneighbours, Passing Jupiter by, Fly West, Die kosmische Abfahrt, Windvogel.